# Gliese 876 e
Gliese 876 e is een exoplaneet die draait om de rode dwerg Gliese 876. De exoplaneet bevindt zich ongeveer 15 lichtjaar van de Aarde vandaan en staat in het sterrenbeeld Aquarius. De exoplaneet is vanaf Gliese 876 gezien de vierde planeet. De andere exoplaneten in dit planetenstelsel zijn Gliese 876 b, Gliese 876 c en Gliese 876 d.
Gliese 876 e heeft ongeveer dezelfde massa als Uranus. De omlooptijd bedraagt 124 dagen.
De planeet, lijkt net als de planeten b en c naar binnen te zijn gemigreerd.